# Ipermarca monovittata
Ipermarca monovittata là một loài bướm đêm trong họ Noctuidae.